# Орининська сільська територіальна громада
Орининська сільська громада — територіальна громада України, в Кам'янець-Подільському районі Хмельницької області. Адміністративний центр — село Оринин.
Утворена 24 грудня 2019 року шляхом об'єднання Орининської, Підпилип'янської та Приворотської сільських рад Кам'янець-Подільського району.

## Населені пункти
До складу громади входять 17 сіл: Адамівка, Добровілля, Залісся Перше, Кадиївці, Кізя, Ніверка, Нововолодимирівка, Оринин, Параївка, Підпилип'я, Подоляни, Привороття, Ріпинці, Суржа, Теклівка, Чорнокозинці та Шустівці.